# Rhynchocyon chrysopygus
Золотистий сенгі (Rhynchocyon chrysopygus) — невеликий африканський ссавець. Це найбільший вид родини стрибунцевих разом зі своїм близьким родичем сіролицим сенгі. Віднесено до категорії зникаючих.

## Таксономія та опис
Золотистий сенгі зустрічається у національному парку Арабуко-Сококе та навколо нього в Кенії. Його назва походить від помітного золотистого хутра на задніх кінцівках та сіро-золотистого чола, що контрастує з його темним червонувато-коричневим кольором. Золотистий сенгі має довгі м’язисті задні лапи та коротші, менш розвинені передні. Як і інші слонові землерийки, цей вид має довгий та гнучкий писочок, звідки його рід і отримав свою назву. На кінчику мордочки досить довгий хоботок, яким має гарний нюх для пошуку комах та інших безхребетних. Його хвіст переважно чорний, за винятком останньої третини, яка біла з чорним кінчиком. У молодих особин на хутрі можна побачити рудиментарні сліди шахового візерунка, які можна побачити на гігантських сенгі, таких як картата землерийка.

## Розмноження
Золотистий сенгі моногамний, і територіальна поведінка спостерігається як у самців, так і у самиць, які захищають території, що часто перетинаються. Паруються цілий рік. Самки народжують лише одне дитинча протягом приблизно 42-денного циклу. Новонароджене потомство зазвичай готове покинути материнське лігво через два тижні, і приблизно через п’ять днів після виходу з гнізда вони стають повністю самостійними в дикій природі. Самець не бере участі в турботі про новонароджених. Не дивлячись на частий цикл розмноження, вид дуже рідкісний.

## Ареал і поширення
Золотистий сенгі — це денна тварина, яка живе в густих лісах, уникаючи відкритих місць, щоб захистити себе від хижаків. Тваринки дуже обережні і сором'язливі. Золотистий сенгі будує до шести гнізд одночасно, чергуючи гнізда щовечора, щоб не залишати помітних слідів, за якими хижаки могли б його знайти. Мешкає сенгі в прибережних районах і зустрічається у вологих, густих чагарниках і низинних листяних лісах. Самці мають трохи більшу територію, ніж самки, і частіше проникають на сусідні території, що робить їх більш вразливими перед хижаками.

## Екологія та поведінка
Їх раціон складається з безхребетних, таких як дощові черв’яки, багатоніжки, комахи та павуки. Сенгі 80% свого дня копошаться у лісовій підстилці, шукаючи коників, жуків, павуків та інших дрібних безхребетних. Золотисті сенгі розробили різні стратегії, щоб уникнути хижаків, зокрема змій (таких як чорні мамби) і південного орла-змієїда. Сенгі дуже швидкі, вони здатні бігти до 25 кілометрів на годину. Коли сенгі виявить хижака, він спробує втекти, використовуючи свою спритність і швидкість. Однак якщо від хижака можна не тікати, коли той на досить безпечній відстані, сенгі сповіщатиме його про свою присутність, стукаючи по підстилці і опалому листі лапками, даючи хижаку зрозуміти, що його помітили. У разі погоні чи засідки блиск шерсті золотистого сенгі часто відволікає увагу хижака від голови на поперек, у якого шкіра товстіша, і може дати йому можливість вижити після нападу. Захищений круп більш виражений у самців, ніж у самок, і цей шкірний щиток приблизно в три рази товстіший за шкіру в середині спини.  Кожна землерийка має кілька гнізд, тому їх нелегко знайти.

## Загрози та збереження

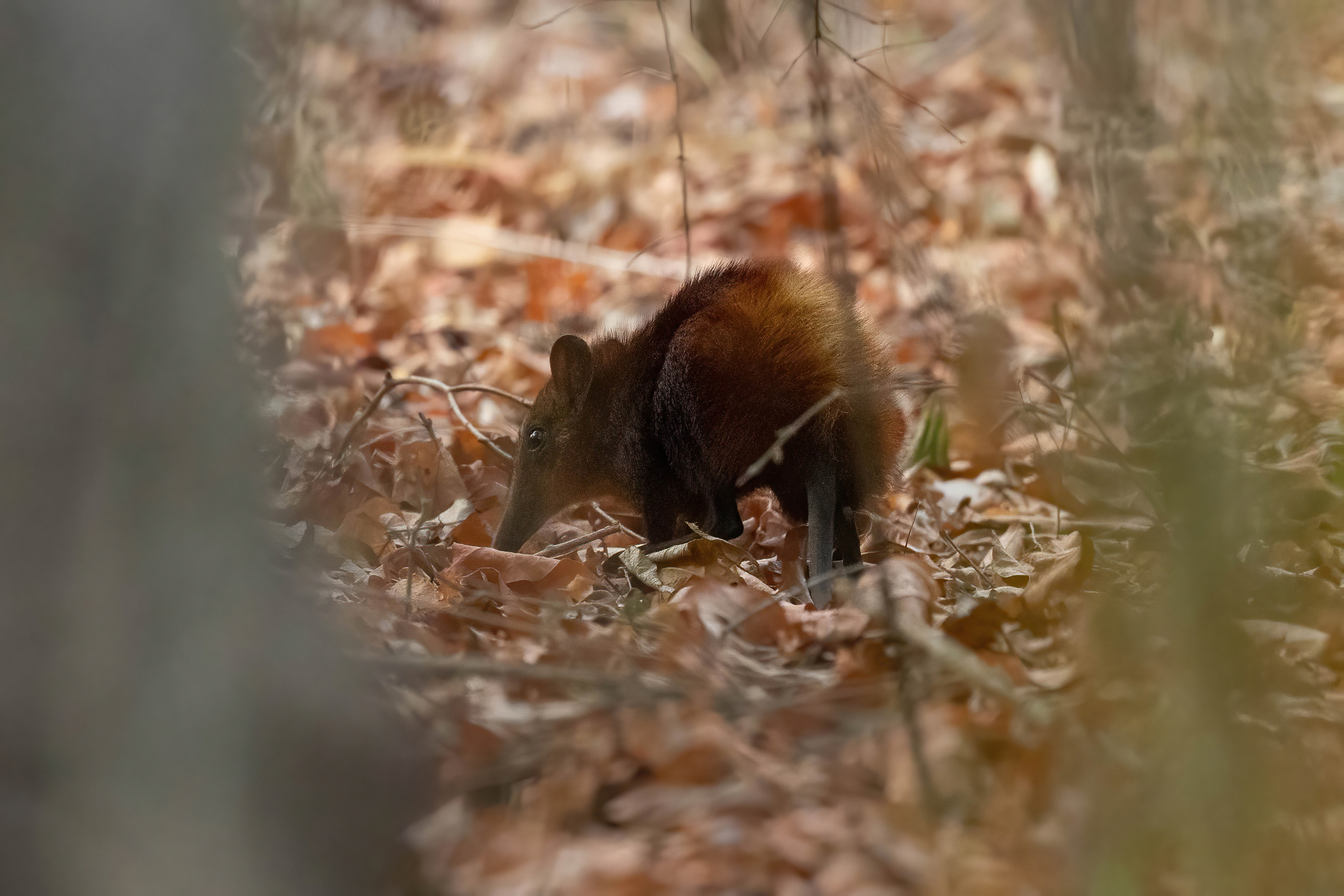
Золотистий сенгі, сфотографований у траві.

Золотистий сенгі класифікується як зникаючий в основному через фрагментоване лісове середовище та антропогенні фактори. Їх найпомітніша популяція знаходиться в охоронюваному лісі Арабуко-Сококе в Кенії. Їх часто ловлять в пастки, але вони не є джерелом їжі через їх поганий смак. На початку 1990-х років було підраховано, що щорічно рибалки виловлювали приблизно 3000 особин, яких використовували як наживку для риби. Відтоді лісові патрулі зменшили вилов сенгі, але є території, які не патрулюються, де рибалки можуть вільно ставити пастки. Ліс Арабуко-Сококе та інші кенійські ліси, де живуть землерийки, мають статус національних пам’яток, що перешкоджає подальшій забудові, але не забезпечує особливого захисту для сенгі. Через невеликі популяції, фрагментацію лісу, деградацію лісового покрову, очікується, що їх чисельність продовжуватиме скорочуватися через подальші антропогенні збурення.